# مائوریتسیو داکیله
مائوریتسیو داکیله (ایتالیایی: Maurizio D'Achille; ۷ نوامبر ۱۹۳۲ – ۳۱ مهٔ ۲۰۱۳) بازیکن واترپلو اهل ایتالیا بود. وی در بازی‌های المپیک تابستانی ۱۹۵۶ شرکت کرده‌است.